# Juan Campillo
Campillo  García est un nom espagnol. Le premier nom de famille, en général paternel, est Campillo ; le second, en général maternel, souvent omis, est García.
Juan Campillo García (né le 16 août 1930 à Mazarrón et mort le 28 février 1964 à Andorre-la-Vieille) est un coureur cycliste professionnel espagnol.

## Palmarès
- 1952
  - 2e du championnat d'Espagne sur route amateurs
- 1956
  - 3e du Trofeo Masferrer
- 1959
  - Trofeo Jaumendreu
  - 1rea étape du Tour du Levant (contre-la-montre par équipes)
  - 2e du championnat d'Espagne de la montagne
- 1960
  - 1re étape du Tour de La Rioja
  - 2e du Tour de La Rioja
  - 5e du Tour d'Espagne
- 1961
  - 3e du Circuit de Getxo
- 1962
  - 3e du Grand Prix d'Issoire
  - 5e du Tour de Suisse
  - 10e du Critérium du Dauphiné libéré

## Résultats sur les grands tours

### Tour de France
4 participations
- 1959 : 58e
- 1961 : 55e
- 1962 : 27e
- 1963 : 46e

### Tour d'Espagne
6 participations
- 1956 : abandon (15e étape)
- 1957 : 25e
- 1958 : 13e
- 1959 : 13e
- 1960 : 5e
- 1961 : 15e